# 汉堡世界
《汉堡世界》是一款由太东公司于1982年为其DECO卡匣系統制作的街机游戏。游戏的原先名称为汉堡包，后移植至多个平台。
玩家控制着一个名叫彼得·胡椒先生，他在汉堡的几个成分走动，如肉饼，番茄等。另外有几种能够移动的敌人，如热狗、蛋。彼得需要躲避敌人，将汉堡的成分或者敌人压制成为汉堡。